# Maximilian Thiel
Maximilian Thiel (Altötting, 3 februari 1993) is een Duitse voetballer die bij voorkeur als middenvelder speelt. Hij tekende in 2013 een driejarig contract bij 1. FC Köln, dat hem overnam van Wacker Burghausen. Köln verhuurde hem gedurende seizoen 2014-2015 aan 1. FC Union Berlin, dat daarbij een optie tot koop kreeg.

## Carrière
Thiel speelde in zijn jeugd tot 2004 bij SV Gendorf Burgkirchen waarna hij werd overgenomen door profclub SV Wacker Burghausen dat op dat moment uitkwam in de 2. Bundesliga.
In het seizoen 2010/11 werd hij voor het eerst bij de eerste selectie gehaald, dat op dat moment uitkwam in de 3. Liga.In het seizoen 2012/13, op de leeftijd van 18 jaar, wist hij met 10 doelpunten clubtopscoorder te worden.
In de voorbereiding van het seizoen 2013/14 maakte hij de overstap naar 1. FC Köln, dat op dat moment in de 2. Bundesligaclub speelde. Hij tekende hier een contract voor drie jaar, wat hem tot juni 2016 aan de club verbond. Zijn eerste doelpunt voor de club maakte hij in de DFB-Pokal wedstrijd tegen Eintract Trier, die in 2-0 eindigde. Gedurende het seizoen speelde hij zes wedstrijden, waarin hij één keer scoorde. In het U-21 team van de club maakte hij twee doelpunten in acht wedstrijden.
Op 27 augustus 2014 maakte FC Köln bekend Thiel voor een jaar te verhuren aan 1. FC Union Berlin, op dat moment actief in de 2. Bundesligaclub. Dat bedong daarbij een optie tot koop.

## Interlandcarrière
Op 6 september 2013 maakte Thiel zijn debuut voor het nationale team van Duitsland onder de 20.

## Erelijst
1. FC Köln
- Kampioen en promotie naar de Bundesliga: 2014